# Soběchlebské terasy
Soběchlebské terasy jsou přírodní památka asi jeden kilometr severovýchodně od Soběchleb v okrese Louny. Chráněné území s rozlohou 2,64 ha bylo vyhlášeno 2. června 2011. Důvodem jeho zřízení je ochrana evropsky významné lokality s výskytem střevíčníku pantoflíčku.

## Popis
Přírodní památka se nachází asi 700 m východo-severo-východně od obce Soběchleby v nadmořské výšce 350 m n. m. Jedná se o hlubokou rokli v údolí Černockého potoka. Stromové patro je tvořeno smíšeným lesem s přítomností dubu letního a zimního, břízy, jilmu horského a habrolistého, smrku, borovice lesní a modřínu. Bylinné patro odpovídá společenstvu teplomilných doubrav. Roste zde početná populace kriticky ohroženého střevíčníku pantoflíčku (Cypripedium calceolus) – uváděno je cca 70 jedinců. Hojný je zde bradáček vejčitý (Listera ovata). V literatuře je uváděn též výskyt okrotice bílé (Cephalanthera damasonium) či jalovce obecného (Juniperus communis).

## Galerie

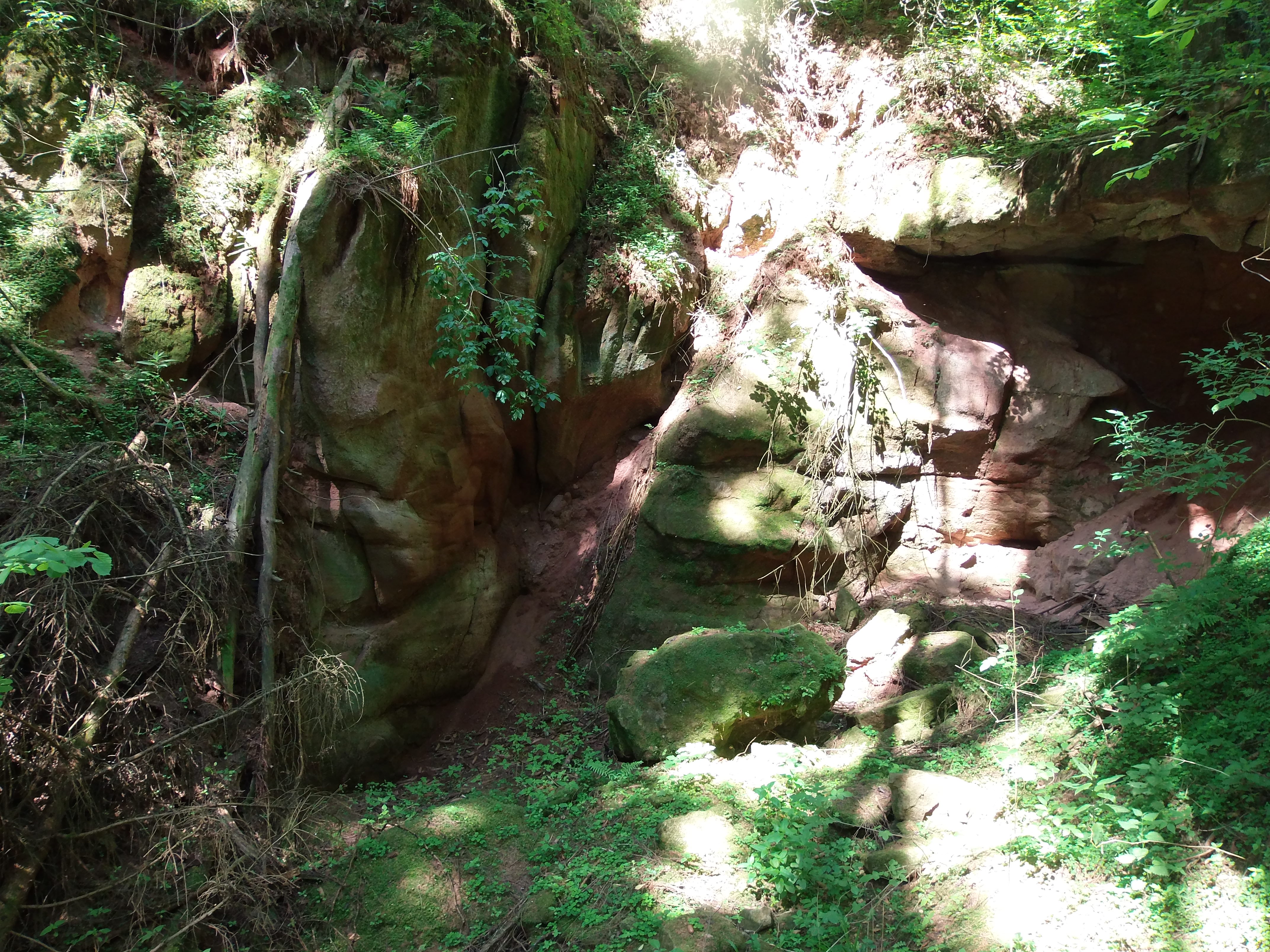
Skalní schod na dně rokle
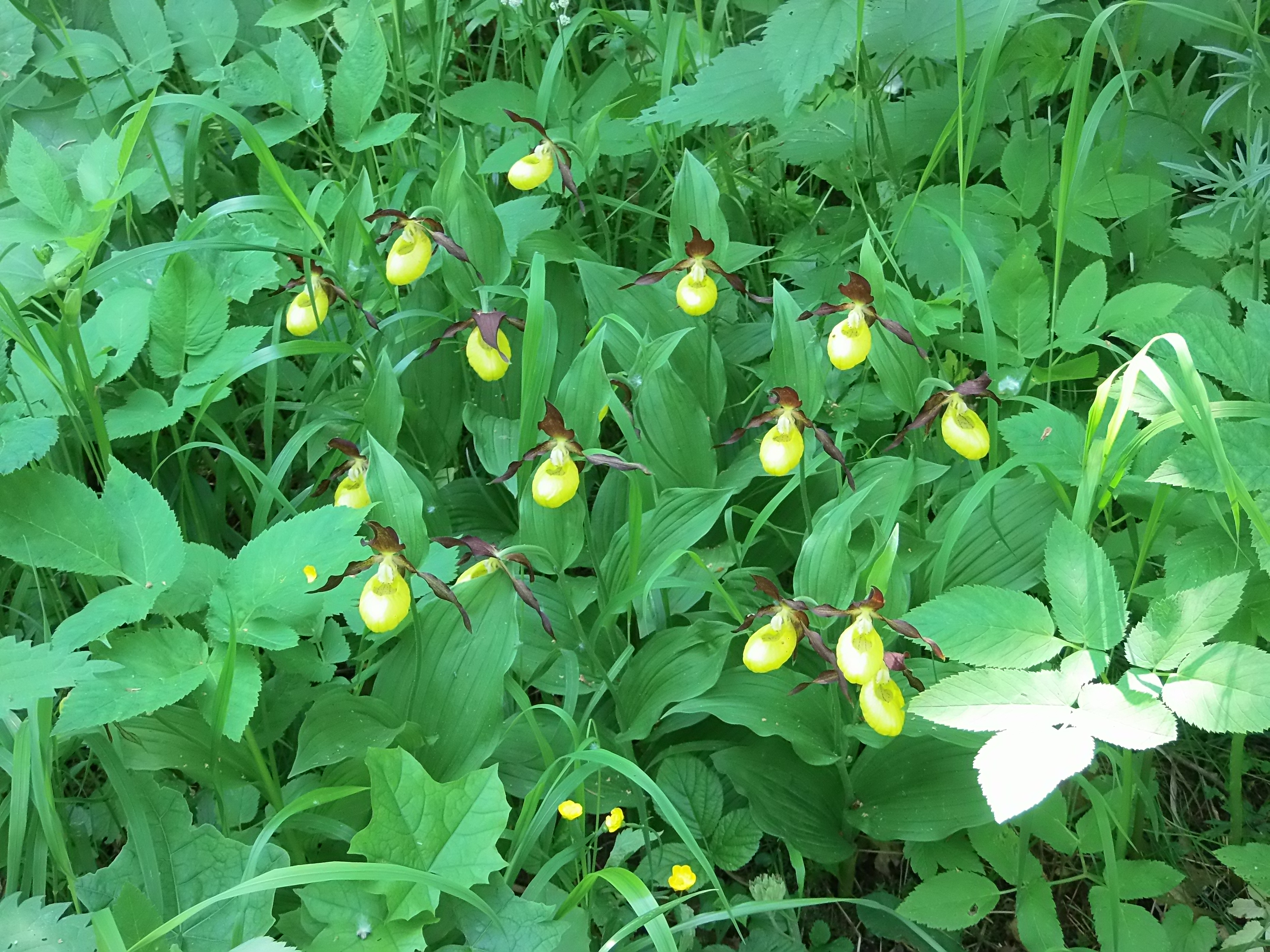
Střevíčník pantoflíček
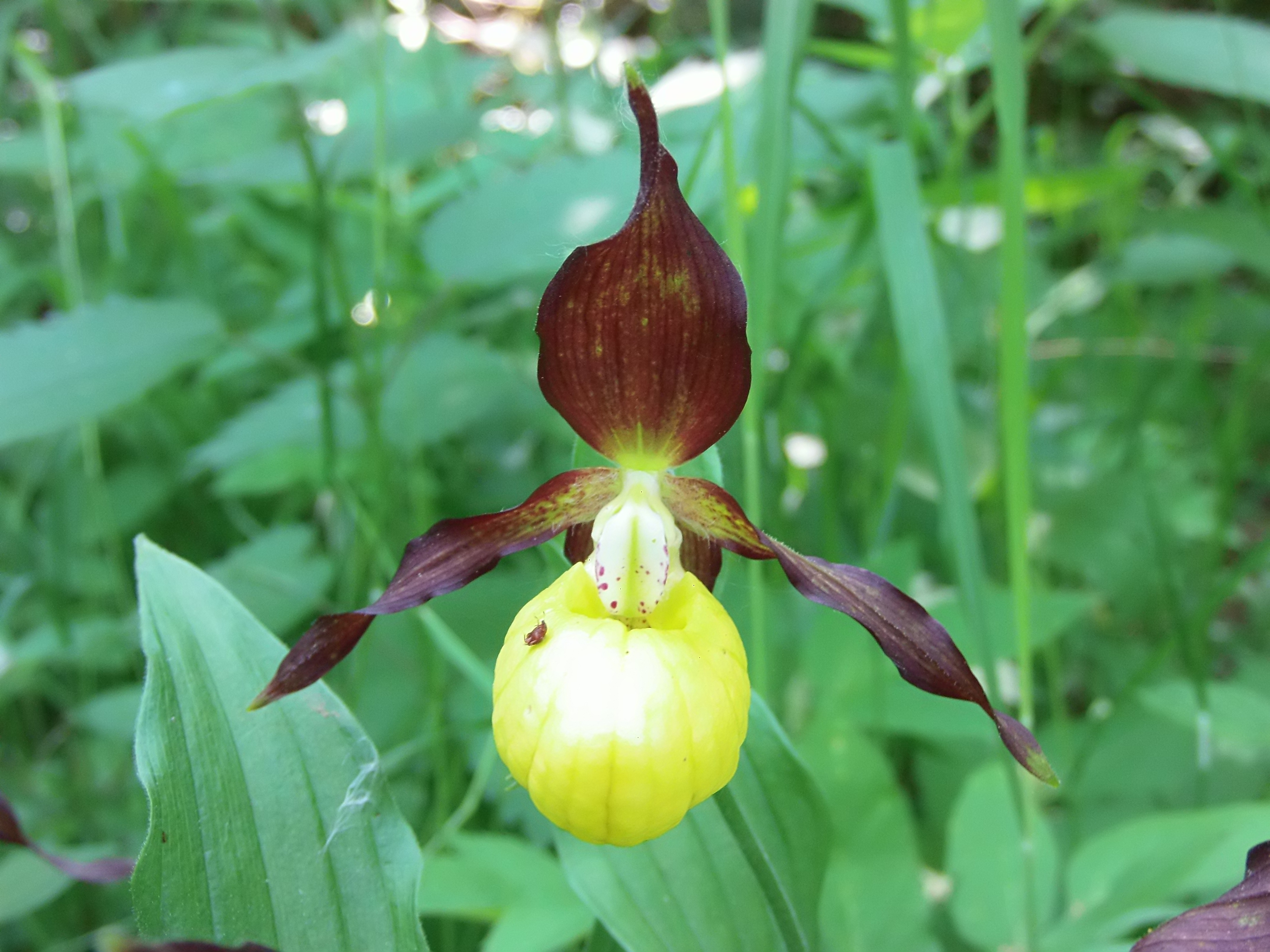
Střevíčník pantoflíček
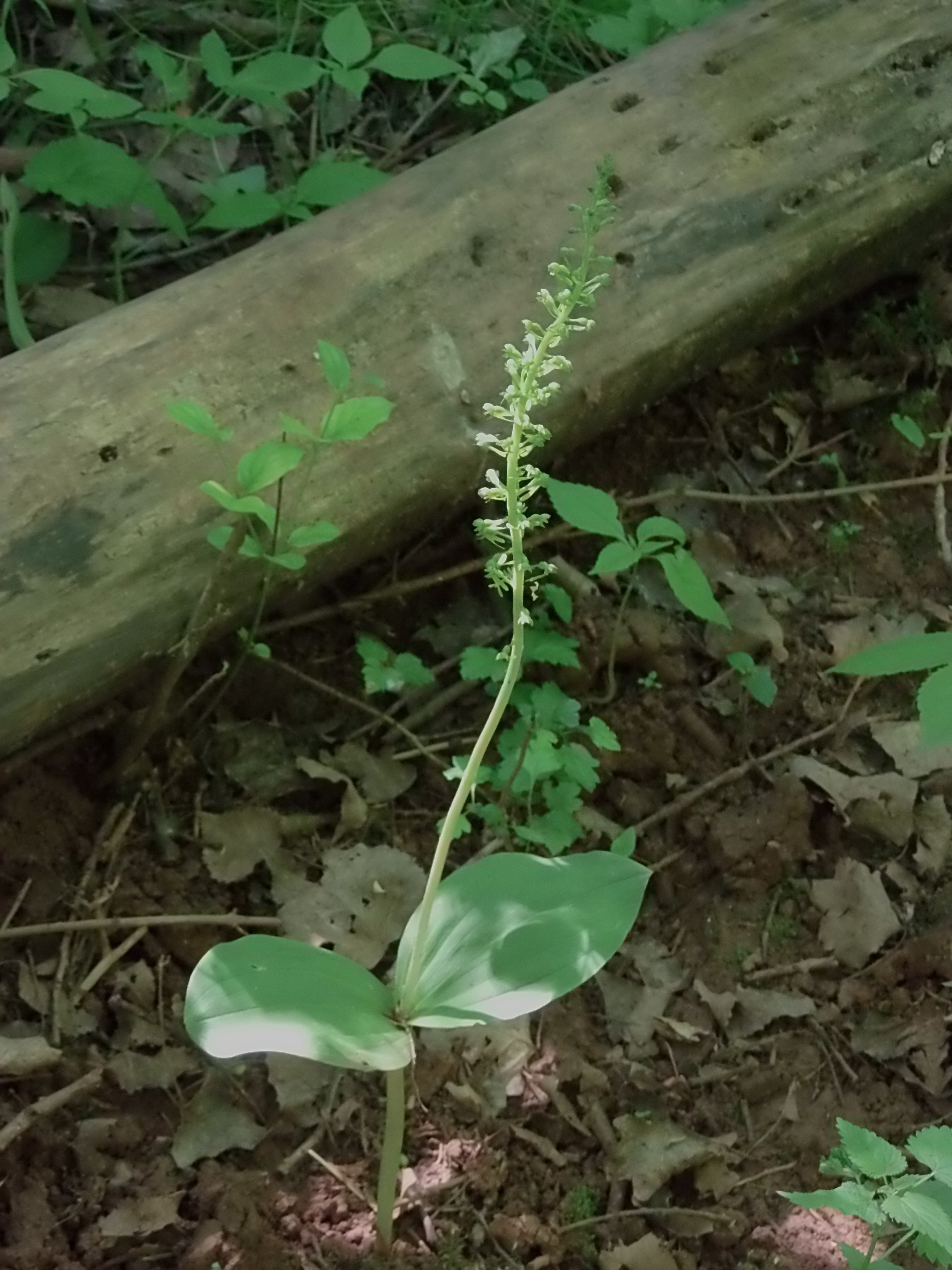
Bradáček vejčitý
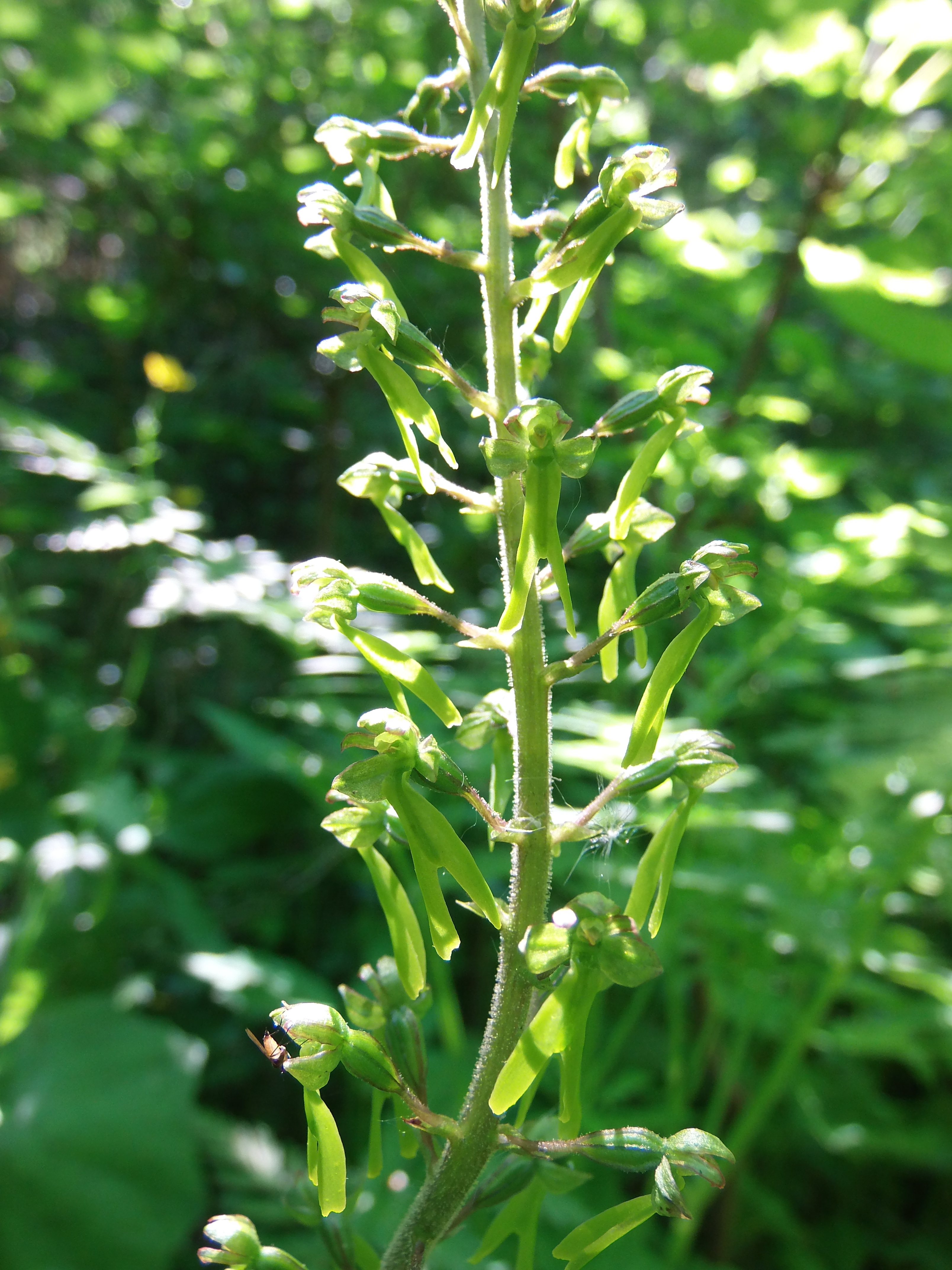
Bradáček vejčitý
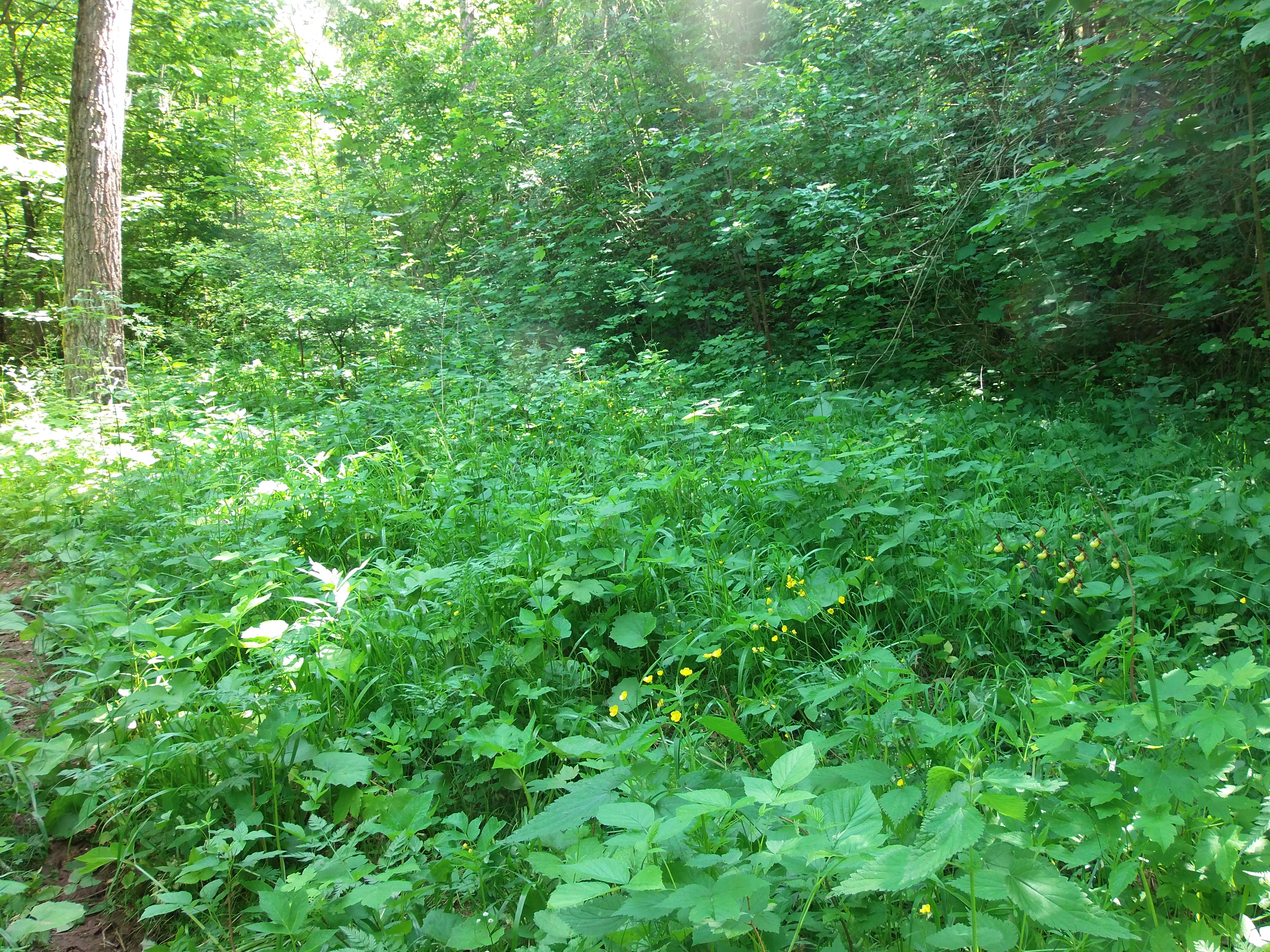
Rozšíření dna rokle, vpravo trs střevíčníků